# Son of Albert
Singles
1. Shake
Sortie : mars 1990
2. Red Dress
Sortie : 1990

Son of Albert est un album d'Andrew Ridgeley sorti en mai 1990. Après la séparation du groupe Wham!, Andrew Ridgeley se consacre à la compétition automobile. Avec cet album, il renoue avec une carrière musicale. Mais Son of Albert ne reçoit pas un bon accueil critique. Le titre de Son of Albert fait référence au nom du père d'Andrew Ridgeley.
En 1990, deux titres extraits de l'album, Sake et Red Dress, sortent en singles.

## Liste des chansons
| 1.    | Red Dress         | Gary Bromham et Andrew Ridgeley                 | 4:09 |
| 2.    | Shake             | David Austin et Andrew Ridgeley                 | 3:29 |
| 3.    | The Price of Love | Don et Phil Everly                              | 4:09 |
| 4.    | Flame             | David Austin et Andrew Ridgeley                 | 4:58 |
| 5.    | Hangin'           | Bernard Edwards et Nile Rodgers                 | 3:21 |
| 6.    | Mexico            | Gary Bromham, Danny Cummings et Andrew Ridgeley | 5:47 |
| 7.    | Big Machine       | Gary Bromham et Andrew Ridgeley                 | 4:25 |
| 8.    | Kiss Me           | Hugh Burns et Andrew Ridgeley                   | 4:30 |
| 9.    | Baby Jane         | Mike Cozzi et Andrew Ridgeley                   | 5:10 |
| 10.   | Shake (Hardcore)  | David Austin et Andrew Ridgeley                 | 6:04 |
| 46:02 |                   |                                                 |      |

## Classements
| Classement (1990)          | Position |
| -------------------------- | -------- |
| États-Unis (Billboard 200) | 130      |

## Interprètes
- Andrew Ridgeley – chant
- Andrew Ridgeley, Mary Cassidy, Lauren Fownes, Brie Howard, Miss Johnny, George Michael (Red Dress) et Tessa Niles - voix additionnelles
- Andrew Ridgeley, Gary Bromham, Danny Cummings, Dan McAfferty et Mark « Bobby » Robinson – voix allemandes (Mexico)
- Andrew Ridgeley et Richard Gibbs – voix électroniques
- Robert Ahwai, Tony Barnard, Gary Bromham, Hugh Burns, Mike Cozzi et Phil Palmer – guitares
- Tony Barnard et Mike Cozzi – guitares électriques
- Hugh Burns – guitares allemandes (Mexico)
- Gary Masters – claviers
- Mark Felthan – harmonica
- Graham Edwards, Deon Estus, David Faragher, Jerry Ferguson, Paul Gray et Danny Thompson – guitares basses
- Danny Thompson – contrebasse
- Gary Bromham, Pat Torpey et Paul Ridgeley – batteries
- Laurence Cottell, David O'Higgins et Paul Spong – cors
- Danny Cummings – percussions

## Production
L'ingénierie est assurée par Harvey Birrell, Jacques Erhardt, Gordon Fordyce, Paul Gomersall, Martyn « Max » Heyes, Russell Leahy et Gary Wilkinson.